# Aldania
Genre
Aldania est un genre de papillons de la famille des Nymphalidae, de la sous-famille des Limenitidinae. On le trouve dans la zone paléarctique occidentale tempérée, en Asie. Aldania est proche du genre Neptis.

## Espèces
- Aldania deliquata (Stichel, 1909) Région transbaïkale, Amour, Oussouri, Chine du Nord-Est, Corée.
- Aldania ilos Frühstorfer, 1909 Chine du Nord-Est, Amour, Oussouri, Chine occidentale, île de Taïwan
- Aldania imitans (Oberthür, 1897) Yunnan
- Aldania raddei (Bremer, 1861) Amour, Oussouri
- Aldania themis (Leech, 1890) Oussouri, Chine, Corée
- Aldania thisbe (Ménétries, 1859)
- Aldania yunnana (Oberthür, 1906) Yunnan